# Obersülze
Die Ortschaft Obersülze mit etwa 60 Einwohnern ist ein Ortsteil der Gemeinde Lindlar, Oberbergischer Kreis, im Regierungsbezirk Köln in Nordrhein-Westfalen (Deutschland).

## Lage und Beschreibung
Obersülze liegt nordöstlich von Lindlar an der Landesstraße 284 zwischen Altenlinde und Ohl. Das Ortsbild ist heute von vielen Neubauten geprägt. Nördlich der Ortschaft fließt die Lindlarer Sülz.

## Geschichte
Die genaue Datierung der Entstehung dieser Hofschaft fällt schwer. Es darf jedoch als erwiesen angesehen werden, dass die Erstbesiedelung zusammen mit dem Nachbarort Ohl erfolgte, der 1413 erstmals urkundlich erwähnt wurde. Die Erstbesiedlung erfolgte vom Fronhof Lindlar ausgehend. Nach den ersten Rodungsarbeiten wurden vereinzelt Höfe errichtet, die zum größten Teil heute noch existieren.

## Sehenswürdigkeiten
In Obersülze gibt es mehrere alte Höfe aus dem 17. Jahrhundert in Fachwerkbauweise. Besonders sehenswert ist ein aus dem Jahr 1777 stammender Fachwerkbau, der direkt an der Landesstraße gelegen ist. Verschiedene alte Wegekreuze zeugen außerdem von der wechselhaften Geschichte der Ortschaft.
Ferner liegt Obersülze recht idyllisch im Sülztal und ist deswegen vor allem bei Wanderern und Spaziergängern beliebt.

## Wirtschaft und Industrie
In Obersülze haben sich mehrere Dienstleister, u. a. ein Immobilienhändler angesiedelt.

## Wander- und Radwege
- Der Wanderweg – von Oberschümmerich zur Höhe 301.3 an der Grenze zu Wipperfürth durchquert den Ort. Dieser Wanderweg bildet eine Querspange des Wanderwegs Rund um Lindlar.

## Busverbindungen
Die nächste Haltestelle ist in Ohl (VRS-Linie 332 (OVAG) nach Wipperfürth oder Lindlar bzw. Engelskirchen und 335 nach Frielingsdorf bzw. Lindlar und Bergisch Gladbach (S)).